# 田口雅也
田口 雅也（たぐち まさや、1992年5月20日 - ）は、大阪府箕面市出身の陸上競技選手。日章学園高等学校、東洋大学経済学部卒業。Honda陸上競技部所属。

## 来歴・人物
日章学園中学3年時、第13回都道府県対抗駅伝の2区に出場。区間10位と好走した。
日章学園高校時代は1年生で5000m14分台をマークしたものの、その後は目立った成績を残せなかった。
東洋大学入学後メキメキと力をつけ、上尾ハーフマラソンで8位に入賞。第88回箱根駅伝では4区に起用され、トップでタスキを受けると区間記録に11秒と迫る4区歴代2位の快走を見せ、区間賞を獲得。東洋大学の総合優勝に大きく貢献する。
2年時の関東インカレハーフマラソンでは3位入賞し、チームの主力として台頭。第44回全日本大学駅伝では1区で区間賞を獲得。第89回箱根駅伝でも1区で区間賞を獲得する。
3年時はチームの主軸として設楽啓太・悠太とともにチームを引っ張るが、夏合宿後半に調子を落としてしまう。第25回出雲駅伝では1区区間6位と失速した。続く第45回全日本大学駅伝では4区区間4位と復調。第90回箱根駅伝では大迫傑がハイペースで引っ張る集団に食らいつき、18.1kmで5人の集団から仕掛け、田口・山中秀仁・中村匠吾の3人に絞る。しかし19.4kmで首位争いから脱落し、21秒差の区間3位。それでも田口が流れを作った東洋大は2年ぶりの総合優勝を果たした。
4年時は主将に就任。関東インカレハーフマラソンでは2位に入り、3年連続入賞を果たす。第46回全日本大学駅伝では最長区間の8区で区間4位と好走したが、明治大学の大六野秀畝・青山学院大学の神野大地との2位争いには敗れた。第91回箱根駅伝では3年連続で1区を務め、先頭集団に最後まで食らいつき区間4位と安定した成績を残した。
Hondaでは入社2年目からニューイヤー駅伝に連続出場。3年目までは学生時代同様スターターを務めることが多かったが、4年目の2018年にはエース区間の4区を務めるなど強豪チームにおいて貴重な戦力となっている。
2021年の第76回びわ湖毎日マラソンで初マラソンに挑戦。同年の第75回福岡国際マラソンでは2時間09分35秒で初のサブテンを達成し8位に入った。
マイブームは買い物、夢はオリンピック出場である。

## 駅伝戦績

### 大学駅伝戦績
| 学年               | 出雲駅伝                    | 全日本大学駅伝              | 箱根駅伝                                 |
| ------------------ | --------------------------- | --------------------------- | ---------------------------------------- |
| 1年生 （2011年度） | 第23回 不出場               | 第43回 不出場               | 第88回 旧4区-区間賞 54分45秒 当時歴代2位 |
| 2年生 （2012年度） | 第24回 － － － 出走なし    | 第44回 1区-区間賞 43分17秒  | 第89回 1区-区間賞 1時間03分32秒          |
| 3年生 （2013年度） | 第25回 1区-区間6位 24分05秒 | 第45回 4区-区間4位 41分07秒 | 第90回 1区-区間3位 1時間01分46秒 歴代9位 |
| 4年生 （2014年度） | 第26回 － － － 大会中止    | 第46回 8区-区間4位 58分58秒 | 第91回 1区-区間4位 1時間02分12秒         |

### 実業団駅伝戦績
| 年度                   | 大会                   | 区間 | 区間順位 | 記録          |
| ---------------------- | ---------------------- | ---- | -------- | ------------- |
| 2016年度 （入社2年目） | 第57回東日本実業団駅伝 | 1区  | 区間9位  | 33分43秒      |
| 2016年度 （入社2年目） | 第61回ニューイヤー駅伝 | 1区  | 区間11位 | 35分24秒      |
| 2017年度 （入社3年目） | 第58回東日本実業団駅伝 | 1区  | 区間7位  | 34分25秒      |
| 2017年度 （入社3年目） | 第62回ニューイヤー駅伝 | 1区  | 区間21位 | 35分25秒      |
| 2018年度 （入社4年目） | 第63回ニューイヤー駅伝 | 4区  | 区間19位 | 1時間06分26秒 |
| 2019年度 （入社5年目） | 第60回東日本実業団駅伝 | 4区  | 区間2位  | 27分33秒      |
| 2019年度 （入社5年目） | 第64回ニューイヤー駅伝 | 5区  | 区間7位  | 46分43秒      |
| 2020年度 （入社6年目） | 第65回ニューイヤー駅伝 | 6区  | 区間12位 | 36分49秒      |

## 自己ベスト
| 種目           | 記録          | 年            | 記録                           |
| -------------- | ------------- | ------------- | ------------------------------ |
| 1500m          | 3分48秒04     | 2015年7月4日  | 世田谷陸上競技会               |
| 5000m          | 14分02秒53    | 2016年7月11日 | ホクレンディスタンスチャレンジ |
| 10000m         | 28分12秒07    | 2020年12月5日 | 日本体育大学長距離競技会       |
| ハーフマラソン | 1時間02分16秒 | 2019年2月10日 | 全日本実業団ハーフマラソン     |
| マラソン       | 2時間09分35秒 | 2021年12月5日 | 第75回福岡国際マラソン         |